# État de Bundi

Drapeau de l'État de Bundi.

L'État de Bundi était un État princier de l'Inde de 1342 à 1948. Il était centré sur la ville de Bundi.

## État princier
Sur le même territoire, un État avait été créé dès 1342 par Rao Deva, un descendant de Rao Visaladeva, roi d'Ajmer.
Bundi était la capitale d'un petit État rajput portant le même nom. La ville est fondée vers 1342 et elle conserve son indépendance jusqu'à ce qu'elle soit prise par Akbar. Elle passe ensuite sous le contrôle des marathes Holkar à la chute des Moghols. En 1818, les raja de Bundi font alliance avec la Compagnie anglaise des Indes orientales et ils profiteront du protectorat britannique jusqu'à l'indépendance. Ils ne cesseront de régner qu'en 1949 et leur État fut intégré à l'État du Rajasthan.
Bundi a été le siège d'une école de peinture qui s'est formée au vers le XVIIe siècle, spécialisée dans les miniatures et les peintures murales.

## Dirigeants: Râo Râja puis Mahârâo Râja
Râo Râja
- 1554 - 1585 : Surjan Singh (en)
- 1585 - 1608 : Bhoj Singh
- 1608 - 1632 : Ratan Singh
- 1632 - 1658 : Chatra Singh (en)
- 1658 - 1682 : Bhao Singh
- 1682 - 1696 : Anirudh Singh
- 1696 - 1735 : Budh Singh
- 1735 - 1749 : Dalel Singh
- 1749 - 1770 : Umaid Singh (1729-1804)
- 1770 - 1773 : Ajit Singh
- 1773 - 1804 : Umaid Singh (rétabli)
- 1804 - 1821 : Bishan Singh (+1821)

Mahârâo Râja
- 1821 - 1889 : Ram Singh (1811-1889)
- 1889 - 1927 : Raghubir Singh (en) (1869-1927)
- 1927 - 1945 : Ishvari Singh (en) (1893-1945)
- 1945 - 1949 : Bahadur Singh (en) (1920-1977)

Mahârâo Râja titulaire
- 1949 - 1977 : Bahadur Singh (en) (1920-1977)
- 1977 - 2010 : Ranjit Singh
- Depuis 2022 : Vanshvardhan Singh Bundi